# Arkadiusz Jarosław Żak
Arkadiusz Żak (ur. 1969) – polski inżynier i nauczyciel akademicki, profesor Politechniki Gdańskiej, prodziekan ds. nauki.

## Życiorys
W 1994 ukończył studia na Wydziale Fizyki Technicznej i Matematyki Stosowanej Politechniki Gdańskiej. W 1998 uzyskał stopień doktora, a w 2002 stopień doktora habilitowanego w Instytucie Maszyn Przepływowych PAN w Gdańsku.
W latach 1993–1994 był młodszym asystentem, w 1994–1998 asystentem, a w 1998–2000 adiunktem w Instytucie Maszyn Przepływowych PAN w Gdańsku. W 2000–2003 pracował jako asystent naukowy (postdoctoral Research Assistant) na Uniwersytecie Glasgow w Szkocji. W 2003–2012 profesor nadzwyczajny w Instytucie Maszyn Przepływowych PAN, a od 2012 profesor nadzwyczajny na Politechnice Gdańskiej. Aktualnie obejmuje stanowisko prodziekana ds. nauki na Wydziale Elektrotechniki i Automatyki (od 2019).
Odbył staże zagraniczne i pobyty naukowe: w 2017 University of Reykjavik, Islandia oraz w 2003 University of Glasgow, Scotland, UK.
Od 2014 jest edytorem akademickim Hindawi Publishing, Mathematical Problems in Engineering.

## Nagrody i odznaczenia
- Nagroda Rektora PG: zespołowa II stopnia (2016)
- Stypendium Fundacji im. Stefana Batorego (2000)
- Roczne stypendium Fundacji na rzecz Nauki Polskiej (1999)[1]